# Református templom (Kaposvár)
A kaposvári református templom a város egyik helyi építészeti védelem alatt álló épülete. Az 1907-ben elkészült, a következő év elején felszentelt építmény a település református hívőinek egyetlen temploma.

## Története

### Az első templom
A kaposvári református gyülekezet 1881-ben alakult meg. Lelkészi hivataluk eleinte a Fő utcában működött, az istentiszteleteket kezdetben másfél éven át a mai Kossuth téren álló iskolában tartották, majd 1883-ban az akkor Deák térnek, ma Petőfi térnek nevezett téren béreltek ki egy épületet. A hívők száma azonban folyamatosan növekedett, ezért hamarosan úgy döntöttek, saját templomot építenek. A cél érdekében hosszadalmas pénzgyűjtés volt folyamatban, amelyhez más vallásúak is hozzájárultak, sőt, egy történet szerint amikor 1888-ban egy kaposvári borozó fővárosi vendége a rendelt ital mellé egy csókot is kért a felszolgáló lánytól, a lány állítólag azzal a feltétellel teljesítette a kérést, hogy a vendég azonnal 5 forintot adományoz az épülő református templom javára.
Az alapkőletétel 1888. június 30-án történt meg, a Honvéd és a Petőfi utcák sarkán, a Bethlen téren felépített templom körülbelül egy év alatt készült el. A felszentelésre 1889. augusztus 18-án került sor, a szertartást Begedy István esperes végezte, a Csurgó-alsoki Németh Zsigmond lelkész pedig ünnepi beszédet mondott. A templom három harangja 1898-ban érkezett Temesvárról.

### A második, jelenlegi templom
A kaposvári reformátusok száma a 19. század végén és a 20. század elején folyamatosan növekedett, sőt, saját templom híján ideiglenesen az evangélikusok is csatlakoztak hozzájuk. A telek, amin a református templom állt, szűk volt, ezért nem volt lehetőség az épület bővítésére, ezért azt határozták el, hogy a régit lebontják, és új helyen új, nagyobb templomot emelnek. Ennek pénzügyi alapjának megteremtéséhez is gyűjtést szerveztek, ám ezúttal országos szintűt, és még kölcsönöket is felvettek, a telket (ahol korábban a hercegi uradalom vadaskertje terült el) pedig a város adományozta, így végül 1906 novemberében elkezdődhetett az építkezés. Az alapkövet csak néhány héttel később, december 2-án tették le.
Az épületet a helyi Esterházy-uradalom építésze, Molnár Endre tervezte (munkájáért pénzt nem kért), az építési munkákat viszont budapesti vállalkozók (Fejér Lajos és Ritter Ignác) munkásai végezték. A toronyóra is a fővárosból származott, a belső berendezések Szombathelyről, az orgona a baranyai vármegyeszékhelyről, míg a külső díszburkolatot adó égetett vörös tégla Szlavóniából érkezett. Az építkezésen egy időben akár 17 ács és állványozó, több mint 50 kőműves és 70 segédmunkás is dolgozott.
A szomszédos lelkészlak, amelyet a templommal egy időben kezdtek el építeni, már 1907 novemberére teljesen elkészült, és már egy presbiteri gyűlést is tartottak ott, mire decemberre a templom is kész lett. A karácsonyi istentiszteletet már az új templomban tartották annak ellenére, hogy a felszentelésre csak a következő év január 26-án került sor. Az ünnepségre már előző nap vonattal a városba érkezett Tisza István volt és későbbi miniszterelnök, Eötvös Károly író és Sándor Erzsi operaénekesnő. A szertartás napján a várost zászlók sokaságával díszítették fel, a híres vendégeket pedig Németh István polgármester fogadta. A felszentelésen, amelyet Antal Gábor püspök végzett, mintegy kétezren vettek részt, majd este a Korona Szálló (a mai Kapos Hotel) nagytermében folytatódott az ünneplés: Sándor Erzsi énekelt, Pete Lajos zongorázott, Eötvös Károly pedig felolvasást tartott. Tisza István kijelentette, hogy szerinte ez Magyarország legszebb református temploma.
A régi templomot 1908-ban eladták, majd le is bontották, harangjait pedig áthozták az új épületbe. Az első világháború során, 1916-ban a három harangból kettőt hadicélra elvittek, majd 1918-ban az orgona sípjait úgyszintén. Új harangokat a templom számára a Harangművek Részvénytársaság csepeli öntödéje készített, ezek felszentelésére 1925 áprilisában került sor.
1922. július 11-én Zsilinszky Endre az evangélikusok meghívására „Új utak, új élet felé!” címmel beszélt ideológiai és politikai témákról a református templomban összegyűlt hallgatóságnak, majd 1928-ban egy Theuwissen nevű, a világháborús magyar hadifoglyok hazaszállításáért is dolgozó amerikai lelkész tartott beszédet ugyanitt.

## Az épület
A templom érdekessége, hogy főtengelye a belvárosi derékszögű utcahálózattal, így a közvetlenül mellette levő utcasarokkal is 45 fokos szöget zár be. Bejárata közvetlenül a sarkon található, négy fiatoronnyal, órával, valamint egy csúcsíves, egy lőrésszerű keskeny és egy rózsaablakkal díszített főtorony alján van. A templombelső kereszt alakú, mennyezete boltozott, bordái és boltívei finoman festettek. A kereszthajó véghomlokzatait nagy méretű íves záródású ablakok díszítik. A belső karzat az egész épületen körbefut, alulról keskeny oszlopok tartják.
A templom udvarára 1908-ban egy császárfát ültettek, amely a 21. század elejére a városközpont legvastagabb törzsű fájává növekedett, de 2014 őszén kidőlt.